# Bayerisch Gmain
Bayerisch Gmain este o comună aflată în districtul Berchtesgadener Land, landul Bavaria, Germania.